# Mahendravadi
Mahendravadi (tamoul : மகேந்திரவாடி, mahēndravāḍi) est un village de 2503 habitants, situé dans le District de Vellore au Tamil Nadu, à 25 km au sud-ouest de la ville d'Arakkonam. Ce village est connu pour abriter un temple de l'époque Pallava.

## Réalité et hypothèse historiques
L'inscription en écriture pallava grantha sur le pilastre du temple nous apprend que la ville portait le nom de Mahendrapura, la ville de Mahendra (le roi Mahendravarman). Les traces d'un ancien fort et d'un réservoir semblent indiquer que le village fut, à sa fondation, une ville peut-être de garnison à la frontière septentrionale du royaume. L'actuel village voisin de Mahendravadi, Kilvidhi, dont le sens littéral est la voie orientale (Kīḻ vīti) se situe à 4,5 km à l'est, probablement aux limites orientales de la ville du VIIe siècle.

## Temple creusé dans un monolithe naturel

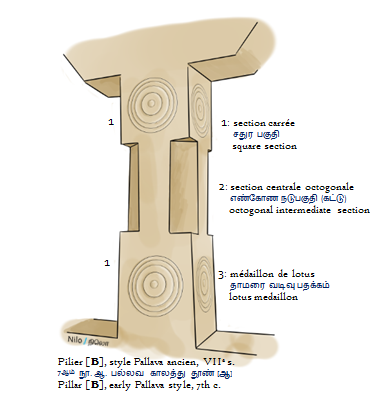
Pilier du style Pallava ancien, VIIe s.

Ce temple, taillé sur la façade est d'un grand rocher de 3,5 m de longueur et du nord au sud de 7,5 m de largeur, date du début de l'âge d'or de la dynastie Pallava sous le règne de Mahendravarman au début du VIIe siècle. C'est le seul temple rupestre, consacré au dieu Vishnou, de ce roi éclairé bâtisseur et poète à la fois. Ce temple de Murāri suit celui de Maṇḍakappaṭṭu dédié à la trinité hindoue (Tirumurti) et précède de nombreuses constructions rupestres consacrées à Shiva durant son règne.
L'entrée du temple est supportée de deux piliers simples de section carrée en haut et en bas et octogonale au milieu, rehaussé d'un chapiteau en encorbellement arrondi. Chaque face des parties carrées des piliers est sculptée d'un médaillon en forme de lotus. Deux pilastres de même style entourent les piliers. Cette série de colonnes se répète dans la salle hypostyle qui mène à un sanctuaire central, appelé garbhagriha en sanscrit, flanqués de part et d'autre de deux Dvārapāla en station debout. À l'intérieur de la cella se trouve une statue de Narasimha, l'un des avatars de Vishnou.

### Dimensions intérieures
La salle de devant rectangulaire (mukha maṇḍapa) comprise entre les deux rangées de piliers mesure 5,75 mètres de largeur et de 1,15m de profondeur. La 2ème rangée de piliers et de pilastres permet d'accéder à une 2ème salle rectangulaire intérieure(ardha maṇḍapa)de 5,87m sur 2,22m. Le sanctuaire est creusé à même la saillie du paroi occidental de la salle intérieure. 

### Inscription royale
Voici ce qu'on peut lire sur le pilastre gauche :
" Ce rocher a été creusé sous les ordres de Guṇabhara, c'est un vaste et remarquable temple d'adoration de Murāri, de belle qualité et unanimement admiré, connu sous le nom de Mahendraviṣṇugṛha, au voisinage du réservoir de Mahendra, dans la ville de Mahendra".